# Виктор Курсел
Виктор Магнусович фон Курсел (на руски: Виктор Магнусович фон Курсель) е руски офицер, генерал от пехотата. Участник в Руско-турската война (1877-1878).

## Биография
Виктор Курсел е роден на 25 декември 1836 г. в Рязанска губерния в семейството на потомствен дворянин от немски произход. Ориентира се към военното поприще. Завършва 2-ри Московски кадетски корпус (1856). Служи в 8-и стрелкови батальон (1868). Завършва офицерска стрелкова школа и е назначен за командир на 12-и стрелкови батальон (1869). Повишен е във военно звание полковник от 1874 г.
Участва в Руско-турската война (1877-1878). Проявява се в състава на дясната колона с командир генерал-майор Владимир Доброволски при превземането на Ловеч на 22 август 1877 г. Бие се храбро в третата атака на Плевен, където е контузен и изтеглен за лечение в Русия. Награден е с орден „Свети Владимир“ IV степен с мечове и орден „Свети Станислав“ II степен с мечове (1878).
След войната е командир на 139-и Моршански пехотен полк (1878). Повишен е във военно звание генерал-майор с назначение за командир на 1-ва Източносибирска стрелкова бригада от 12 декември
1884 г. Назначен е за командир на Южноусурийския отдел и 45-а пехотна дивизия (1888, 1892). Повишен е във военно звание генерал-лейтенант с назначение за командир на 8-а пехотна дивизия от 1894 г. Излиза в оставка с повишение във военно звание генерал от пехотата на 29 февруари 1900 г.
Умира на 22 септември 1904 г.